# إنركيتا مارتي
إنركيتا مارتي غيبوليس (بالإسبانية: Enriqueta Martí) (من مواليد 1868 وتوفيت في 12 مايو 1913) كانت قوادة وسفاحة أطفال كتالونية، ارتكبت عدة جرائم خطف وقتل بحق أطفال فقراء لاستخلاص الشحم من أجسادهم لتحضير وصفات للقضاء على الشيخوخة ، كانت تبيعها للطبقات الغنية مقابل مبالغ طائلة جداً